# Bunny Austin
Henry Wilfred »Bunny« Austin, angleški tenisač, * 20. avgust 1906, London, Anglija, Združeno kraljestvo, † 20. avgust 2000, Coulsdon, London.
Bunny Austin se je v posamični konkurenci trikrat uvrstil v finala turnirjev za Grand Slam. V letih 1932 in 1938 na turnirju za Prvenstvo Anglije, ko sta ga premagala Ellsworth Vines in Don Budge, ter leta 1937 na turnirju za Amatersko prvenstvo Francije, ko ga je premagal Henner Henkel. 74 let je veljal za zadnjega britanskega finalista turnirja za Odprto prvenstvo Anglije, do leta 2012, ko je to uspelo Andyju Murrayju. Na turnirjih za Prvenstvo Avstralije se je najdlje uvrstil v četrtfinale leta 1929, kot tudi na turnirjih za Nacionalno prvenstvo ZDA leta 1929. V konkurenci mešanih dvojic se je po enkrat uvrstil v finale turnirjev za Prvenstvo Anglije in Amatersko prvenstvo Francije. V letih 1933, 1934, 1935 in 1936 je bil član zmagovite britanske reprezentance na tekmovanju International Lawn Tennis Challenge. Leta 1997, tri leta pred smrtjo, je bil sprejet v Mednarodni teniški hram slavnih.

## Finali Grand Slamov

### Posamično (3)

#### Porazi (3)
| Leto | Turnir                       | Nasprotnik v finalu | Rezultat finala |
| 1932 | Prvenstvo Anglije            | Ellsworth Vines     | 4–6, 2–6, 0–6   |
| 1937 | Amatersko prvenstvo Francije | Henner Henkel       | 1–6, 4–6, 3–6   |
| 1938 | Prvenstvo Anglije            | Don Budge           | 1–6, 0–6, 3–6   |